# ایترخسیود
در اساطیر اسکاندیناوی، ایترخسیود (به زبان نورس باستان، Ítreksjóð)، پسر اودین و یک خدا است. در فصل ۷۵ ادای منثور اسکالدزکاپارمال، از وی به عنوان یکی از آسیر نام برده شده و او را یکی از پسران اودین می‌دانند.